# Нижній Ільдікан
Нижній Ільдіка́н (рос. Нижний Ильдикан) — село у складі Балейського району Забайкальського краю, Росія. Адміністративний центр Нижньоільдіканського сільського поселення.

## Населення
Населення — 600 осіб (2010; 723 у 2002).
Національний склад (станом на 2002 рік):
- росіяни — 100 %